# Leptopecten linki
Leptopecten linki is een tweekleppigensoort uit de familie van de Pectinidae. De wetenschappelijke naam van de soort is voor het eerst geldig gepubliceerd in 1926 door Dall.